# God Save the Queen (пісня Sex Pistols)
«God Save the Queen» (укр. «Боже, бережи королеву») — пісня англійського панк-рок гурту Sex Pistols. 27 травня 1977 випущена як сингл, пізніше включена до єдиного студійного альбому гурту Never Mind the Bollocks, Here's the Sex Pistols.
Свого часу сингл та його обкладинка спровокували багато суперечок в медіа. Незалежне управління телерадіомовлення Британії заборонило грати композицію на радіо, а BBC категорично відмовилися пускати її в свій ефір. Причиною того стало те, що пісня та її текст виражають критичний погляд гурту на британську монархію та загалом будь-яку особу чи установу, що вимагає від людей беззаперечних відданості та підкорення.
Випуск синглу припав на святкування срібного ювілею королеви Єлизавети II 1977 року. Тоді пісня посіла перше місце в британському чарті NME, проте лише друге місце в офіційному чарті UK Singles Chart. Це призвело до звинувачень з боку деяких оглядачів, ніби синглу умисно не дали досягнути першого місця в хітпараді.

## Історія створення
Назва пісні безпосередньо пов'язана з британським національним гімном. На час випуску композиція була дуже суперечливою, оскільки вона прирівнювала королеву Єлизавету до «фашистського режиму» та заявляла про те, що «народ, яким керує монархія, не має майбутнього». За словами Глена Метлока, який був співавтором пісні, басова партія була натхнена піснею «Fire Brigade» гурту The Move. Гітарист Стів Джонс казав, що коли Метлок вперше зіграв для нього цю пісню, вона не звучала як «God Save the Queen», а була більше схожа на «Love Me Do».
Багато хто вважає, що пісня спеціально була випущена на срібний ювілей королеви, хоча гурт це заперечує. Пол Кук казав, що вони навіть не знали про це свято на момент створення композиції і не планували якось шокувати суспільство своєю новою роботою. Джонні Роттен пояснює текст пісні так: «Ви не не напишете подібну пісню через ненависть до англійської раси. Ви напишете її, тому що любите цих людей і вам набридло, як з ними поводяться». Він хотів викликати симпатію в англійського робітничого класу та загалом обурення монархією в людей.

## Випуск та сприйняття
Сингл був випущений 27 травня 1977 і багатьма людьми був розцінений як нападки на королеву Єлизавету та британську монархію. Джонні Роттен і продюсери пісні одного разу навіть зазнали нападу з холодною зброєю біля пабу в Лондоні під час ажіотажу в ЗМІ навколо пісні.
Перед тим, як гурт підписав контракт із Virgin Records, невелика кількість копій «God Save the Queen» була надрукована на лейблі A&M. Зараз це одні з найцінніших платівок, які коли-небудь видавались у Великій Британії. Вартість їхнього перепродажу станом на 2006 рік становила від 500 до 13 000 фунтів за копію залежно від стану диска. Того ж 2006 року британський колекціонер продав власну копію за 22 155 доларів на аукціоні, що на той момент стало найвищою зареєстрованою ціною платівки в історії.

### Цензура та суперечки щодо позиції в чартах
Під час виходу пісня була заборонена як в ефірі BBC, так і на радіостанціях, які регулювалися Незалежним управлінням телерадіомовлення (IBA) Британії. Крім того, платівку відмовилися продавати деякі великі мережі з роздрібної торгівлі. Незважаючи на це, сингл посів другу позицію в офіційному чарті UK Singles Chart, на який посилається ВВС. Це сталося протягом саме того тижня, коли відбувалось офіційне святкування срібного ювілею королеви Єлизавети II.
Однак різні джерела стверджують, що «God Save the Queen» був насправді найбільш продаваним синглом на той момент. Припускають, що пісні навмисно завадили досягти першої позиції в офіційному чарті. Згідно зі статтею The Independent 1998 року, на один тиждень укладачі чартів «постановили, що платівки, продані в магазинах, які продають власні звукозаписи, не можуть бути відображені в чартах». Таким чином, продажі синглу в магазинах Virgin Megastores не враховувалися. Вже 2001 року BBC охарактеризували пісню як таку, що «досягнула першого місця у Великій Британії». Журнал NME, в свою чергу, розташував сингл на першому місці свого чарту саме в період святкування срібного ювілею.

### Обкладинка платівки
Обкладинка синглу, на якій зображено спотворену світлину королеви Єлизавети ІІ, була розроблена дизайнером Джеймі Рідом. В 2001 році вона посіла перше місце в списку 100 найкращих обкладинок усіх часів за версією журналу Q. Зараз фотографія обкладинки зберігається в Національній портретній галереї Лондона.

## Позиції в чартах та сертифікації
Окрім другого місця в офіційному чарті Британії, синглу також вдалося посісти другу та третю сходинку в чартах Швеції та Норвегії відповідно. Окрім того, пісня опинилася на 38 позиції в хітпараді Нової Зеландії.
У Великій Британії загалом було продано понад 250 000 копій платівки, за що 1994 року вона отримала срібний статус. 